# Mündrich
Der Begriff Mündrich kommt aus der estnisch-deutschen Mundart. Er bezeichnet einen Bootsfahrer, der Waren aus seinem Kahn ans Ufer und vom Ufer zu seinem Kahn bringt.
Das Wort Mündrich, das einen Leichterführer sowie auch den Leichter selbst bezeichnete, ist nordischer Herkunft und kommt in Variationen (munderike, munderick) im Ostseeraum vor.